# Dischotrichia caelibata
Dischotrichia caelibata är en tvåvingeart som beskrevs av Cortes 1944. Dischotrichia caelibata ingår i släktet Dischotrichia och familjen parasitflugor. Inga underarter finns listade i Catalogue of Life.